# Demetrio Lozano
Demetrio Lozano Jarque (ur. 26 września 1975 roku w Alcala de Henares) – hiszpański piłkarz ręczny, reprezentant kraju. Obecnie występuje w hiszpańskiej Lidze ASOBAL, w drużynie CAI BM Aragón. Występuje na pozycji lewego rozgrywającego. Trzykrotnie zdobywał brązowy medal olimpijski w 1996 w Atlancie, w 2000 w Sydney i 2008 w Pekinie. W 2005 roku zdobył złoty medal mistrzostw świata.

## Kariera klubowa
- 1995-1998  CB Ademar León
- 1998-2001  FC Barcelona
- 2001-2004  THW Kiel
- 2004-2007  Portland San Antonio
- 2007-2010  FC Barcelona Borges
- od 2010  CAI BM Aragón

## Sukcesy

### klubowe
- 1998: Puchar Króla z FC Barceloną
- 1999, 2000: mistrzostwo Hiszpanii z FC Barceloną
- 1999, 2000: Liga Mistrzów z FC Barceloną
- 2000, 2001: Puchar ligi ASOBAL z FC Barceloną
- 2002: mistrzostwo Niemiec z THW Kiel
- 2004: wicemistrzostwo Niemiec z THW Kiel
- 2005: mistrzostwo Hiszpanii w Portland San Antonio
- 2002, 2004: Puchar EHF z THW Kiel
- 2008, 2009, 2010: wicemistrzostwo Hiszpanii z FC Barceloną
- 2008, 2009: superpuchar Hiszpanii z FC Barceloną
- 2009, 2010: puchar Króla z FC Barceloną
- 2010 puchar ASOBAL z FC Barceloną
- 2010: finalista Ligi Mistrzów z FC Barceloną

### reprezentacyjne
- 1996, 2000, 2008: brązowy medal olimpijski
- 2000: brązowy medal mistrzostw Europy
- 2005: mistrzostwo Świata
- 1996, 1998, 2006: wicemistrzostwo Europy